# Hya minuta
Hya minuta es una especie de arácnido del orden Pseudoscorpionida de la familia Hyidae.

## Distribución geográfica
Se encuentra en Indonesia y en Sri Lanka.